# Macaón (mitología)

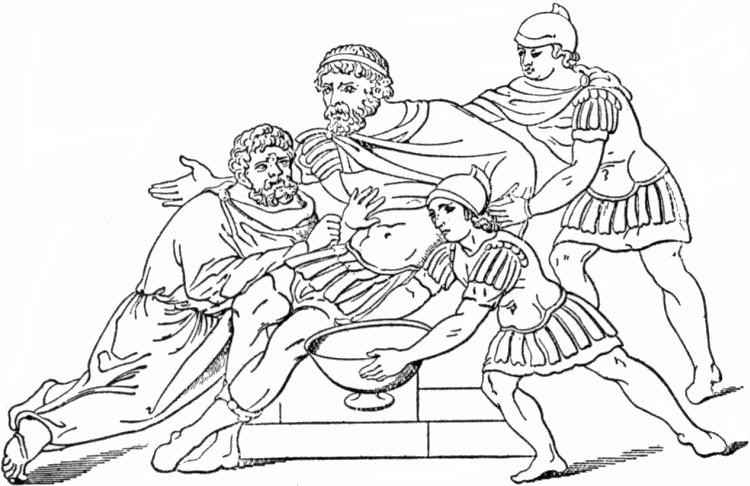
Macaón atendiendo a Menelao. Fuente: Wellcome's Medical Diary

En la mitología griega, Macaón (en griego Μαχάων: Macháōn) era un hijo de Asclepio y hermano de Podalirio, ambos excelentes médicos. Era uno de los personajes descritos en la Ilíada.  También se dice que Macaón sólo practicaba la cirugía y era Podalirio el que curaba las enfermedades.  Algunos dicen que ambos Asclepíadas eran naturales de Tesalia  y otros que de Mesenia.  Dio su nombre al asteroide Macaón.

## Durante la guerra de Troya
Fue uno de los pretendientes de Helena, junto a su hermano Podalirio,  por lo que participó en la expedición contra Troya capitaneando junto a su hermano treinta naves provenientes de Trica, Itome y Ecalia, ciudades tesalias.
Los dos hijos de Asclepio que fueron a Troya eran mesenios, pues Asclepio era hijo de Arsínoe, hija de Leucipo. A un lugar en Mesenia sin habitantes lo llaman Trica y se citan unos versos de Homero en los que Néstor está cuidando afectuosamente a Macaón, herido por una flecha. Los Asclepíadas muestran un sepulcro de Macaón en Gerenia y el santuario de los hijos de Macaón en Feras.
Durante una de las batallas, Macaón fue herido en la espalda por una flecha de Paris, y fue rescatado por Néstor. Como relata Quinto de Esmirna en sus Posthoméricas, Macaón fue muerto por Eurípilo, hijo de Télefo, en el transcurso de una batalla anterior al saqueo de Troya. Este aspecto entra en contradicción con la Eneida de Virgilio, donde se expone que Macaón entró en la ciudad metido en el Caballo de Troya. Sus cenizas fueron llevadas por Néstor a un santuario de Gerenia al que acudían los enfermos buscando curación.
Curó a Menelao, que había sido herido por una flecha de Pándaro, y a Filoctetes, que tenía una herida ulcerada que se había causado al herirse accidentalmente por una flecha de Heracles hacía diez años.

## Naturaleza y familia
Dares Frigio dice que Macaón era «fuerte, corpulento, decidido, prudente, paciente y compasivo».  En un escolio se nos dice que la madre de Macaón era Epíone, llamada Jante según Hesíodo.
Se dice que Anticlea, hija de Diocles, dio a luz a Nicómaco y Górgaso, siendo su padre Macaón. Estos permanecieron allí y, cuando Diocles murió heredaron el reino, y han conservado incluso hasta hoy el poder curar a los enfermos y a los lisiados. Y a cambio de esto, les celebran sacrificios y les llevan ofrendas al santuario.
Macaón tuvo otros hijos sin especificarse la consorte. Se dice que Alexánor, hijo de Macaón, llegó a la región de Sición y construyó en Titane el Asclepieo.  El famoso santuario de Asclepio en Argos tiene una imagen sedente de Asclepio de mármol blanco, y junto a él está Higiea. Fundó originalmente el santuario Esfiro, hijo de Macaón y hermano de Alexánor.  En la aldea de Eva hay un santuario de Polemócrates, hijo de Macaón y hermano de Alexánor; cura a los de allí y recibe honores de los vecinos.  Según Diógenes Laercio Macaón también fue padre de Nicómaco, a su vez padre del filósofo histórico Aristóteles.